# Specklinia
Specklinia är ett släkte av orkidéer. Specklinia ingår i familjen orkidéer.

## Bildgalleri

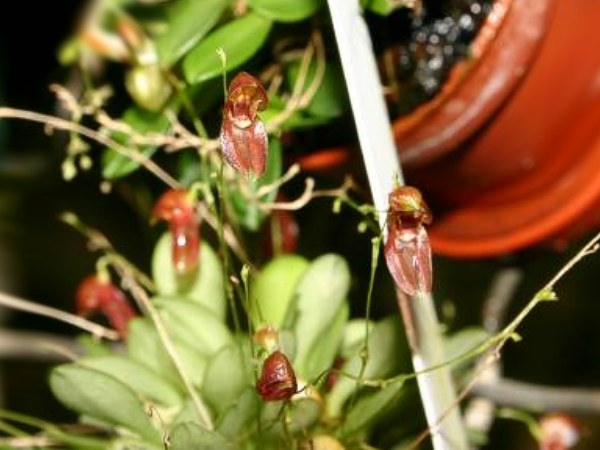

## Dottertaxa tillSpecklinia, i alfabetisk ordning[1]
- Specklinia acanthodes
- Specklinia acicularis
- Specklinia acrisepala
- Specklinia alata
- Specklinia alexii
- Specklinia alta
- Specklinia ancora
- Specklinia areldii
- Specklinia aristata
- Specklinia aurantiaca
- Specklinia barbae
- Specklinia barbosana
- Specklinia bicornis
- Specklinia blancoi
- Specklinia brighamella
- Specklinia brighamii
- Specklinia cabellensis
- Specklinia cactantha
- Specklinia calderae
- Specklinia calyptrostele
- Specklinia campylotyle
- Specklinia catoxys
- Specklinia cestrochila
- Specklinia chontalensis
- Specklinia ciliifera
- Specklinia claviculata
- Specklinia clavigera
- Specklinia coeloglossa
- Specklinia colombiana
- Specklinia colorata
- Specklinia condylata
- Specklinia corniculata
- Specklinia coronula
- Specklinia corynetes
- Specklinia costaricensis
- Specklinia curtisii
- Specklinia cycesis
- Specklinia cynocephala
- Specklinia delicatula
- Specklinia digitale
- Specklinia displosa
- Specklinia dodii
- Specklinia echinodes
- Specklinia endotrachys
- Specklinia exesilabia
- Specklinia exilis
- Specklinia feuilletii
- Specklinia fimbriata
- Specklinia flosculifera
- Specklinia formondii
- Specklinia fuchsii
- Specklinia fuegi
- Specklinia fulgens
- Specklinia furcatipetala
- Specklinia glandulosa
- Specklinia gongylodes
- Specklinia gracillima
- Specklinia grisebachiana
- Specklinia grobyi
- Specklinia guanacastensis
- Specklinia helenae
- Specklinia herpestes
- Specklinia hymenantha
- Specklinia ichthyonekys
- Specklinia imbeana
- Specklinia infinita
- Specklinia intonsa
- Specklinia jesupii
- Specklinia kennedyi
- Specklinia lanceola
- Specklinia latilabris
- Specklinia lentiginosa
- Specklinia leptantha
- Specklinia lichenicola
- Specklinia lipothrix
- Specklinia llamachoi
- Specklinia longilabris
- Specklinia luis-diegoi
- Specklinia macroblepharis
- Specklinia megalops
- Specklinia microphylla
- Specklinia minuta
- Specklinia mitchellii
- Specklinia morganii
- Specklinia mornicola
- Specklinia mucronata
- Specklinia muscoidea
- Specklinia napintzae
- Specklinia obliquipetala
- Specklinia oblonga
- Specklinia pectinifera
- Specklinia perangusta
- Specklinia picta
- Specklinia pisinna
- Specklinia producta
- Specklinia psichion
- Specklinia purpurella
- Specklinia quinqueseta
- Specklinia recula
- Specklinia rubidantha
- Specklinia rubrolineata
- Specklinia samacensis
- Specklinia schaferi
- Specklinia schudelii
- Specklinia scolopax
- Specklinia segregatifolia
- Specklinia semperflorens
- Specklinia sibatensis
- Specklinia simmleriana
- Specklinia simpliciflora
- Specklinia stillsonii
- Specklinia striata
- Specklinia strumosa
- Specklinia stumpflei
- Specklinia subpicta
- Specklinia tamboensis
- Specklinia tempestalis
- Specklinia tenax
- Specklinia tribuloides
- Specklinia trichyphis
- Specklinia trifida
- Specklinia trilobata
- Specklinia trullifera
- Specklinia tsubotae
- Specklinia turrialbae
- Specklinia unicornis
- Specklinia uniflora
- Specklinia wanderbildtiana
- Specklinia villosilabia
- Specklinia wrightii
- Specklinia xanthella
- Specklinia ximenae
- Specklinia yucatanensis
- Specklinia zephyrina